# Žener
Žener je priimek več znanih Slovencev:
- Borut Žener (1935—1974), biolog
- Viljem Žener (*1936), kemik in gospodarstvenik